# Eva Brenner (Theaterschaffende)

Eva Brenner, 2012

Eva Brenner (* 10. März 1953 in Wien) ist eine österreichische Theaterregisseurin, Produzentin, Kritikerin, Autorin und Theaterwissenschaftlerin. Sie gibt Internationale Gastspiele und Workshops, hält Vorträge über politisches Theater, Marxistische Ästhetik, ist Teilnehmerin an Performances, interkulturellem Austausch und experimentellen Performancestrukturen.

## Leben
Nach dem Schulbesuch am Neusprachlichen Gymnasium in Wien-Josefstadt studierte sie von 1971 bis 1975 Bühnenbild bei Lois Egg an der Akademie der bildenden Künste Wien (Abschluss mit Diplom und einer Arbeit zu Jean Genets Die Neger) sowie Theaterwissenschaft und Kunstgeschichte an der Universität Wien. Daneben entstanden erste Theaterarbeiten am Dramatischen Zentrum Wien und Workshops wie Assistenz bei den Salzburger Festspielen, der Sommerakademie Salzburg und Academie des Acteurs, Nancy. Es folgten längere Auslandsaufenthalte u. a. in der Schweiz, Deutschland, Italien, Frankreich, Polen, Israel, USA, China und Kroatien.
Von 1975 bis 1980 war sie Bühnenbildassistentin an deutschen und Schweizer Theatern. Dabei arbeitete sie mit Hans Hollmann, Erich Wonder, Karl Kneidl, Peter Palitzsch, Karlheinz Braun, Heiner Müller, Christof Nel, Frank-Patrick Steckel und Hans Neuenfels zusammen. 1978 war sie Stipendiatin beim Berliner Theatertreffen, hatte Kontakt zur Arbeit des Polish Theatre Lab von Jerzy Grotowski, der ihre Theaterarbeit beeinflussen sollte und den Impuls für das Studium in New York gab.
Von 1980 bis 1994 lebte und arbeitete sie in New York, studierte an der New York University – Performing Arts und Performance Studies mit einem Abschluss als M.A. und Ph.D. mit einer Arbeit über Heiner Müllers Stück Hamletmaschine bei Richard Schechner. Sie war Regisseurin und Ausstatterin am Off- und Off-Off-Broadway, u. a. in den Labors von Public Theater, P.S. 122, Theater for the New City, Mabou Mines und Labor Theatre.
In dieser Zeit zivilgesellschaftliche und journalistische Aktivität in der Rainbow Bewegung unternahm sie Reisen nach Kuba, Nicaragua und (Ost- und West-)Berlin. Sie ist Mitbegründerin des politischen Castillo Theatre in New York, für das sie internationale Vernetzungen herstellte. Dort war sie von 2008 bis 2019 der regelmäßig tätig, Performance Space New York als Mitglied des marxistischen Studienlehrgangs „International Class“ des East Side Institute for Short Term Psychotherapie, 2019–2020.
1994 kam ihr Film Der Schatten ist lang über Jura Soyfer bei DOR Film heraus.
Seit 1994 in Österreich, führte sie Regie für die Wiener Festwochen, WUK Performance, dietheater, Schauspielhaus Wien, Stadttheater Klagenfurt und Klagenfurter Ensemble. 1991 Gründung und künstlerische Leitung des Experimentaltheaters „Projekt Theater Wien-New York“, danach „Projekt Theater STUDIO“ mit Räumen im 7. Wiener Bezirk und ab 2004 FLEISCHEREI/FLEISCHEREI_mobil. Jahresprojekte und Zyklen zu Texten von u. a. Samuel Beckett, Marlene Streeruwitz, Ingeborg Bachmann, Paul Celan, Ilana Shmueli, Bertolt Brecht, Elfriede Jelinek, Heiner Müller, Jura Soyfer, Maxim Gorki und Christa Wolf. Das Theater wurde 2020 umbenannt zu SPRUNG – community performance center und ist nun im historischen Institut Schmida lokalisiert, interkulturelle Performances finden in den Wiener Bezirken statt.
1998 Eröffnung des Labors für experimentelle Theater- und Performancekunst in Wien-Neubau durch die 1991 als Verein PROJEKT THEATER/Wien-New York gegründete interdisziplinäre Truppe freier Theaterschaffender; Uraufführungen österreichischer Autorinnen (u. a. Marlene Streeruwitz, Elisabeth Reichart, Margit Hahn) und Bearbeitungen nicht-theatraler Texte Ingeborg Bachmanns, Hanna Kralls, Werner Schwabs, Else Lasker-Schülers. Jährlich wurden je zwei Hauptproduktionen, Workshops mit ausländischen Trainern, Special Events und Gastspiele produziert.
2002 Gründerin und seither künstlerische Leitung des interdisziplinären Schiele-Festes NÖ, lokalisiert in Neulengbach, Niederösterreich, von 2007 bis 2009 in Tulln und St. Olten, Niederösterreich, seit 2015 wieder in Neulengbach und Maria Anzbach. Seit 2010 arbeitet sie als Kuratorium gemeinsam mit Leander Kaiser und Annemarie Klinger.
In der Zeit von 2010 bis 2018 unterrichtete sie mit Vorträgen und in Workshops über interkulturelle Performance-Arbeiten in Wien, am Theatre in the Multicultural World (Haifa University, 2010), International Performance Studies (Theater Academy of Shanghai, China, 2015), PTW (Performing the World 2012/2014/2016/2018, New York) und PPLG (play, perform, learn & grow, Thessaloniki, 2018).
Sie ist seit 2017 Redaktionsmitglied des Monatsmagazins Volksstimme und dort für Kunst und Kultur zuständig. Seit 2012 nimmt sie aktiv an den Sommer-Universitäten der Europäischen Linkspartei teil. Sie ist Associate Member des wissenschaftlich-künstlerischen Kollektivs des East Side Center in New York sowie des österreichischen Thinktanks der Europäischen Linkspartei, transform.at.
Sie lebt in Wien und Niederösterreich.

## Werk

### Theaterproduktionen
- 1998–2000: „Endspiel in process“, Performances nach dem Stück „Endspiel“ von Samuel Beckett, 6 Versionen in Wien und Graz
- 2000–2003: „Phantom: Liebe“, Jahreszyklus poetisch-politischer Performances nach Texten von u. a. Marlene Streeruwitz, Elisabeth Reichart, Margit Hahn, Ingeborg Bachmann, Paul Celan, Werner Schwab, Else Lasker-Schüler
- 2002: Pola, Performance nach der Erzählung von Hanna Krall
- 2005–2007: Projektzyklen „Nice to Meet You!“, „Herz.Stücke“, 10 Tage/10 Nächte zum 10. Todestag von Heiner Müller, „Migration mondays: Kitc hen Stories“, multikulturelle Cooking-Shows mit MigrantInnen
- 2008: „Achtundsechzig … imagine all the people … “, Theater-Marathon
- 2008–2019: Straßentheater „Auf Achse“, soziotheatrales Arbeitsformat in Zusammenarbeit mit KünstlerInnen, MigrantInnen, AsylwerberInnen, NGOs
- 2009–2010 „Unruhige Zeiten“, Projekt mit Texten von Ingeborg Bachmann und Paul Celan. Tourneen (Israel, The Arab-Hebrew Theatre of Jaffa, Tel Aviv, Universität Haifa)
- 2003 – 2007: Konzept/Künstler. Leitung, internationalen Kunst- und Performance-Festival Île’Émouvante, Ateliers internationals des arts contemporains in Sant‘ Antonino Korsika
- 2015: „Du seist wie du, immer“, Erinnerungsprojekt, mit performativen Texten von Ilana Shmueli und Paul Celan (In Kooperation mit MUSA, Theatre of Jaffa, Haifa University)
- 2016: „Wir sind alle Marienthal“ nach Texten von Marie Jahoda, politische Performances in Wien und Niederösterreich
- „Transformance Festival – politisches Theater heute“, Festival im Wiener WUK/Projektraum, 8 Tage non-stop Programm mit Workshops, Konzerten, Diskussionen, Ausstellungen
- 2017: „Marija“, Performance-Projekt zum 100-jährigen Jubiläum der Russischen Revolution nach dem Stück von Isaak Babel, im Perinetkeller, brick5 und Kulturcafé Siebenstern Wien
- „Nebeneinander abseits“, Trilogie nach Texten von Elfriede Gerstl, Café Korb, Wien
- 2018: „Flüchtlingsgespräche 21“, Politische Theaterrevue mit Texten von Bertolt Brecht, brick5 Wien
- 2019: Utopie-Projekt, 1 & 2 Performance nach Texten von Herbert Marcuse, Pier Paolo Pasolini, Bertolt Brecht. Transformance Workshops
- 2020: Änderung des Namens Fleischerei_mobil auf sprung.wien
- 2020: Tagasyl, TV-Version, Performance nach Szenen von Maxim Gorkis „Nachtasyl“
- 2020–2022: Kassandra der Städte, TV-Version und live Performances nach Texten von Aischylos, Euripides, Christa Wolf, Dolores Ibárruri, Nelly Sachs, Vandana Shiva, Elfriede Jelinek, Jura Soyfer, Jean Ziegler, Naomi Klein, Jean-Paul Sartre, Greta Thunberg
- 2023: Frühstück mit Kassandra 23, Community-Projekt gegen den Krieg nach Texten von Marlene Streeruwitz‘ „Handbuch gegen den Krieg“ (2022) sowie Swetlana Alexijewitsch, Aischylos, Euripides, Rosa Luxemburg, Nelly Sachs, Jean-Paul Sartre, Vandana Shiva, Bertha von Suttner, Christa Wolf, Jean Ziegler. Orte: Brick15, Rudolfsheim-Fünfhaus, transform-Veranstaltungsaal, Wieden, Yella Yella"! Nachbar_innentreff und Kulturgarage Seestadt, Projektraum SOHO in Ottakring, Sandleitenhof.

### Film und Video
- Videoproduktionen seit 2008:
- KunstimDialog, kuratiert mit Peter Kreisky und Radovan Grahocvac – 9 Gespräche/Jahr, in Koproduktion von Okto.tv., Fleischerei, transform! europe und Kulturabteilung der Stadt Wien, aufgezeichnet in der Fleischerei, Wien, seit 2020 im Veranstaltungssaal von transform.
- seit 2011 unter dem Titel „Peter Kreisky Gespräche“ und seit 2014 unter dem Titel „Peter Kreisky-Europa Gespräche“, kuratiert und moderiert von Eva Brenner und Walter Baier, eine Koproduktion von Okto.tv., sprung.wien, transform! europe[5]
- Seit 2021: Eva’s KulturPolitCafe: Gespräche mit Eva Brenner und Gästen über Kunst und Politik, eine Produktion von sprung.wien in Kooperation mit transform! Europe.[6] 6 Episoden von Februar bis November 2021, 2022 und 2023 per Video aufgezeichnet.

## Publikationen (Auswahl)
- Anpassung oder Widerstand. Freies Theater heute. Vom Verlust der Vielfalt. Promedia Verlag, Wien 2013. ISBN 978-3-85371-364-8
- Den Bruch wagen. Texte von und über Peter Kreisky. Mandelbaum Verlag, Wien 2019. ISBN 978-3-85476-598-1

## Auszeichnung
- Otto Rene Castillo Preis for Working Class Culture des Castillo Theatre